# Apalai
L’apalaï ou apalai est une langue caribe parlée par les Apalais, principalement sur la rivière Parú de l'est (es) au Brésil. Quelques locuteurs vivent également sur le haut Maroni en Guyane ainsi que sur le Tapanahoni et le Paloemeu au Suriname.

## Écriture
| Majuscules | A | B | E | H | I | J | K | M | N | O | P | R | S | T | U | W | X | Y | Z |
| Minuscules | a | b | e | h | i | j | k | m | n | o | p | r | s | t | u | w | x | y | z |

La nasalisation est indiquée à l’aide d’un tilde au-dessus des voyelles ‹ ã, ẽ, ĩ, õ, ũ, ỹ ›.